# Saison 1 d'Engrenages
Chronologie
Saison 2
Cet article présente le guide des épisodes de la première saison de la série télévisée française Engrenages.

## Distribution

### Personnages principaux
- Caroline Proust : Capitaine Laure Berthaud
- Thierry Godard : Lieutenant Gilles « Gilou » Escoffier
- Fred Bianconi : Lieutenant Luc « Tintin » Fromentin
- Philippe Duclos : François Roban
- Grégory Fitoussi : Pierre Clément
- Audrey Fleurot : Joséphine Karlsson

### Personnages récurrents
- Vincent Winterhalter : Vincent Leroy
- Guillaume Cramoisan : Benoît Faye
- Anne Caillon : Marianne Clément
- Scali Delpeyrat : Arnaud Laborde

## Épisodes

### Épisode 1
- France : 13 décembre 2005 sur Canal+
- Royaume-Uni : 28 mai 2006 sur BBC Four

### Épisode 2
- France : 13 décembre 2005 sur Canal+
- Royaume-Uni : 4 juin 2006 sur BBC Four

### Épisode 3
- France : 20 décembre 2005 sur Canal+
- Royaume-Uni : 11 juin 2006 sur BBC Four

### Épisode 4
- France : 20 décembre 2005 sur Canal+
- Royaume-Uni : 18 juin 2006 sur BBC Four

### Épisode 5
- France : 27 décembre 2005 sur Canal+
- Royaume-Uni : 25 juin 2006 sur BBC Four

### Épisode 6
- France : 27 décembre 2005 sur Canal+
- Royaume-Uni : 2 juillet 2006 sur BBC Four

### Épisode 7
- France : 3 janvier 2006 sur Canal+
- Royaume-Uni : 9 juillet 2006 sur BBC Four

### Épisode 8
- France : 3 janvier 2006 sur Canal+
- Royaume-Uni : 16 juillet 2006 sur BBC Four